# Nukleokosmokronologi
Nukleokosmokronologi eller bare kosmokronologi er en relativt ny teknik til at estimere tidsskalaer for astrofysiske objekter og begivenheder. Teknikken gør brug af radioaktive isotoper på en måde, der meget ligner brugen af kulstof 14-datering i arkæologiske prøver, men der måles i stedet typisk på grundstofferne uran og thorium.
Nukleokosmokronologi er med held blevet benyttet til at bestemme bl.a. Solens alder (4.57±0.02 Ga, dvs. 4,57×109 år) og alderen af Mælkevejens tynde skive (8,3±1.8 Ga). Metoden har også været anvendt til at estimere selve Mælkevejens alder, hvilket bl.a. er sket under et nyligt studium af stjernen CS31082-001, som befinder sig i Mælkevejens galaktiske halo.
Faktorer, som begrænser metodens præcision, er den dårlige kvalitet af observationer af svagt lysende stjerner og – måske vigtigere endnu – usikkerhed om den oprindelige mængde af grundstoffer, som bliver produceret ved den såkaldte r-proces, der menes at foregå i supernovaer og være den proces, som producerer omkring halvdelen af de neutronrige atomkerner, der er tungere end jern.